# 穆拉赫河 (施瓦察赫河支流)
49°24′00″N 12°18′37″E / 49.40008°N 12.31031°E

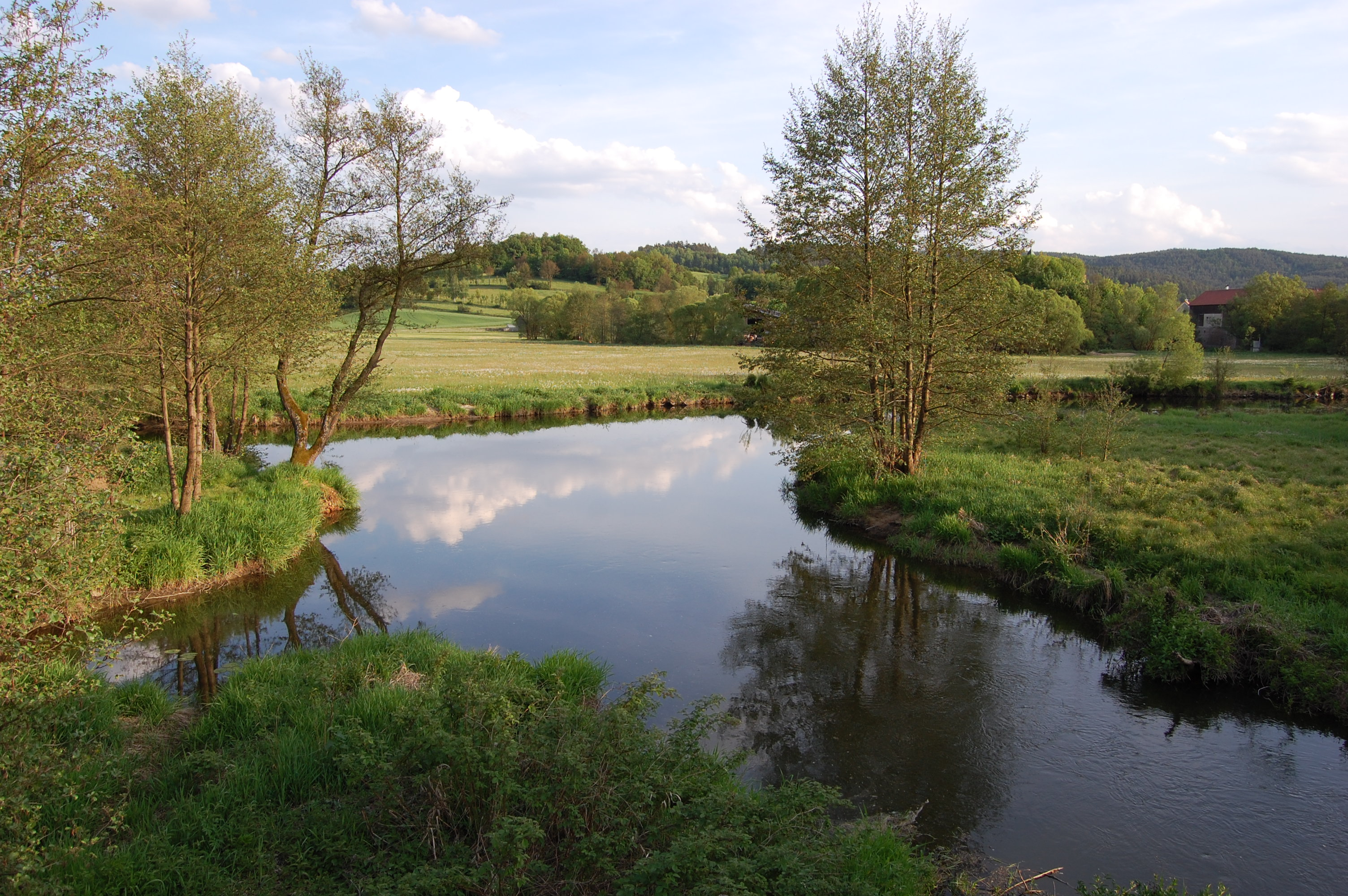

穆拉赫河是德國的河流，位於該國東南部，由巴伐利亞負責管轄，屬於施瓦察赫河的右支流，河道全長34公里，流域面積124平方公里，流經施萬多夫縣。